# Timothy Stack
Timothy Stack (Doylestown, Pensilvania, 21 de noviembre de 1956) es un actor, actor de voz, guionista, productor y compositor estadounidense. Es mayormente conocido por sus papeles de él mismo en la serie My Name is Earl y del Sr. Nelson en American Pie Presents: Band Camp.

## Vida y carrera
Nació en Doylestown, Pennsylvania, es el hijo de Joan y Tom Stack. Se graduó en la escuela preparatoria de Philadelfia, Germantown Academy en 1973 y se graduó de la Universidad de Boston en 1978. Después de graduarse, Tim se mudó a Los Ángeles, y rápidamente se unió al Teatro improvisacional donde crearon el grupo cómico The Groundlings en 1979.
En 1986, Tuvo una aparición de 5 capítulos en la serie Punky Brewster haciendo de un trabajador social, el cual quería dar en adopción a Punky a otra familia.
En los 90, Stack apareció en un papel de padre del personaje principal en Parker Lewis nunca pierde. Más tarde interpretó a "Dick Dietrick" en el programa de entrevistas de parodia obsceno Night Stand with Dick Dietrick. El papel más conocido de Stack probablemente es el de "Notch Johnson" en Son of the Beach, que es la parodia a Baywatch, que estuvo al aire por el canal FX entre el 2000 y 2002. Presto su voz a la película animada de 1987, La tostadora valiente. A partir de 2005, Stack comenzó con de una manera recurrente a aparecer en un sketch en el programa The Tonight Show with Jay Leno llamado Pumpcast News. En este sketch, Stack hacia de un reportero de noticias por cable de ficción, que interactuaba con los clientes en las gasolineras- a veces tomando por completo a la gente con la guardia baja. En ese año, comenzó con un papel como un él mismo pero de ficción en la serie My Name is Earl en el que se presenta como un arrogante, deprimido, alcohólico residente de Camden que a menudo alberga concursos de belleza y desfiles.
También ha escrito varios episodios de Son of the Beach y My Name Is Earl. También actuó como personaje principal en El diablo metió la mano de 1999. Stack ha sido un actor invitado en varias comedias populares en los últimos años como Benson, Laverne and Shirley, Night Court, The Wonder Years, Seinfeld, Raising Hope, Wings, Malcolm in the Middle, y The Golden Girls. He vive con su esposa, Jan Stack, y sus dos hijos Murphy y Doyle.